# Genibo

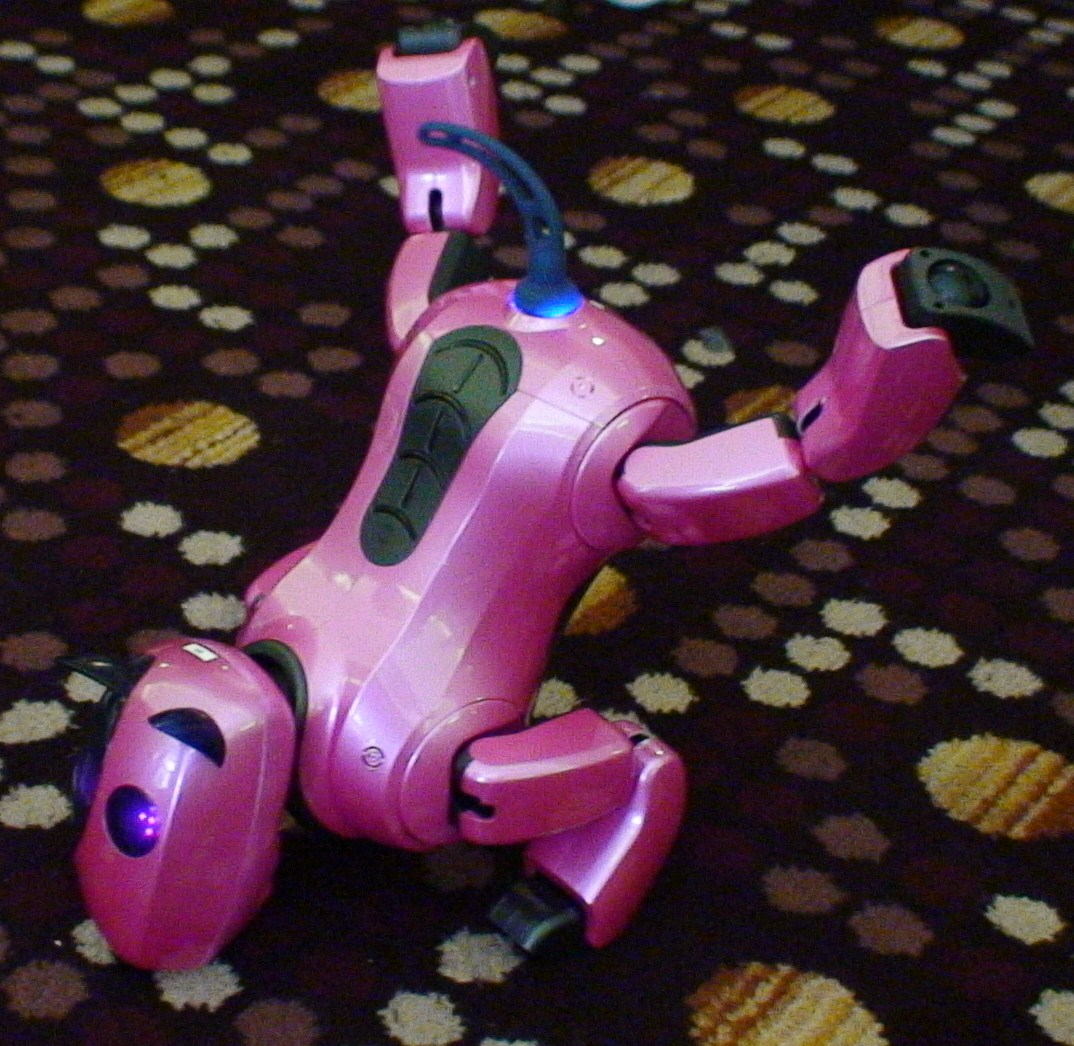
Genibo

Genibo, parfois appelé Dato, est un robot chien coréen, développé par la société Dasatech.
Genibo est une contraction de genius (génie) et robot[réf. souhaitée].
Le robot est capable de comprendre un certain nombre de commandes vocales. Il dispose d'une caméra et peut en transmettre les images via Bluetooth à un ordinateur,.

## Description
| Caractéristiques techniques | Caractéristiques techniques          |
| --------------------------- | ------------------------------------ |
| Longueur                    | 334 mm                               |
| Hauteur                     | 300 mm                               |
| Largeur                     | 192 mm                               |
| Masse                       | 1,5 kg                               |
| Vision                      | Caméra couleur CMOS 355 × 288 pixels |
| Processeurs                 | 32bits RISC, 8 bits × 11             |
| Alimentation                | Batterie Lithium-ion 7,4V 2200 mAh   |